# 杨振铎
杨振铎（1926年—2020年11月7日），男，河北永年人，生于北京，中国太极拳武术家，杨氏太极拳第四代传人，是杨式太极拳创始人杨露禅之曾孙，杨澄甫之三子。